# Amberian Dawn
Amberian Dawn es una banda finlandesa de power metal y metal sinfónico, formada por Tuomas Seppälä, Sampo Seppälä y Tom Sagar que mezcla la voz mezzosoprano de Capri Virkkunen con poderosos y rápidos riffs de guitarra.

## Historia
La banda fue fundada por los anteriores miembros de Virtuocity, que luego de su separación continuaron componiendo.
Durante el verano del 2006 se inició la búsqueda de una vocalista femenina, en particular, una cantante clásica y encontraron a una soprano, Heidi Parviainen, de Iconofear (en ese entonces). Luego de escuchar su voz decidieron crear su primer demo. Su primera sesión de estudio fue en el otoño de 2006, donde grabaron dos canciones en el estudio de Rockstar Productions en Hyvinkää, Finlandia.
La banda firmó contrato con la discográfica finlandesa KHY Suomen Musiikki y finalmente grabó su primer álbum de estudio, River of Tuoni, el cual salió a la venta en Finlandia el 30 de enero de 2008.
Para promocionar su primer álbum Amberian Dawn acompañó a la banda de metal sinfónico, Epica, durante el verano y el invierno de su gira europea.
En el 2008 la banda vuelve al estudio de grabación para lanzar su segundo álbum de estudio con algunos cambios en sus miembros. Emil Pohjalainen como segunda guitarra y Tuomas permanentemente a los teclados en los shows en vivo de la banda.
El 13 de mayo de 2009 se lanzó su segundo álbum de estudio, The Clouds of Northland Thunder y en junio la banda se presentó en el Sweden Rock Festival en Sölvesborg.
En el verano y el otoño de 2009 la banda va de gira junto a otras agrupaciones como Kamelot, Epica, Sons of Seasons y Dream Evil.
El 17 de octubre de 2009 la banda se presenta por primera vez en la 7.ª edición del Metal Female Voices Fest VII en Bélgica.

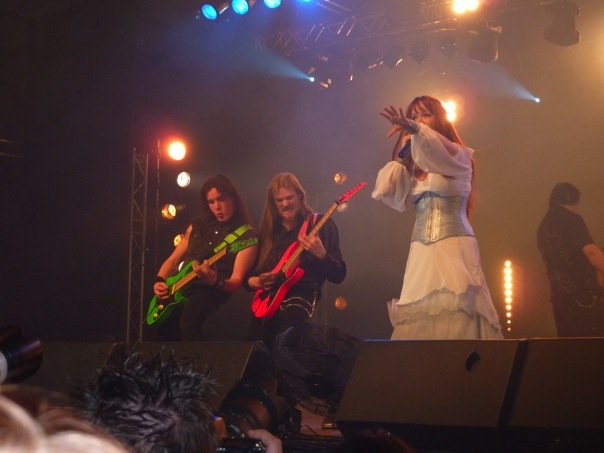
Amberian Dawn en concierto, Metal Female Voices Fest VII

El 9 de octubre de 2012, se anuncia que la vocalista Heidi Parviainen deja la banda.

## Miembros
- Capri Virkkunen - Voz
- Emil Pohjalainen - Guitarra
- Tuomas Seppälä - Piano y teclados
- Joonas Pykälä-Aho - Batería
- Jukka Hoffren - Bajo

## Exmiembros
- Heidi Parviainen - Voz de soprano
- Heikki Saari
- Sampo Seppälä
- Tom Sagar

## Discografía
- River of Tuoni (2008)
- The Clouds of Northland Thunder (2009)
- End Of Eden (2010)
- Circus Black (2012)
- Re-Evolution (2013)
- Magic Forest (2014)
- Innuendo (2015)
- Darkness of Eternity (2017)
- Looking For You (2020)
- Take a Chance - A Metal Tribute to ABBA (2022)